# Невеста по фотографии
«Невеста по фотографии» (англ. Picture bride, как вариант — «фотоневеста») — практика начала XX века, когда рабочие-иммигранты (в основном японцы, окинавцы и корейцы) на Гавайях и Западном побережье США и Канады выбирали невест из своих родных стран через свата, который подбирал жениха и невесту, используя только фотографии и рекомендации родственников возможных кандидатов. Это сокращённая форма традиционного процесса сватовства и во многом схожа с концепцией «невесты по почте».

## Мотивы мужей
В конце XIX века японские, окинавские и корейские мужчины приезжали на Гавайи в качестве дешёвой рабочей силы для работы на плантациях сахарного тростника. Некоторые продолжали работать на материке. Эти мужчины изначально планировали оставить работу на плантациях и вернуться домой через несколько лет или по истечении контракта. В период с 1886 по 1924 годы 199 564 японца прибыли на Гавайи и 113 362 вернулись в Японию. Однако многие мужчины не зарабатывали достаточно денег, чтобы вернуться домой. Кроме того, в 1907 году Джентльменское соглашение запретило иммиграцию с Гавайев на материковую часть США для рабочих. Поскольку теперь эти мужчины были поставлены в ситуацию ограниченной мобильности, им пришлось сделать Гавайи или материковую часть США своим домом, что предполагало вступление в брак. На Гавайях владельцы плантаций также хотели, чтобы рабочие женились. Хотя изначально они предпочитали холостых мужчин, после отмены системы контрактного труда владельцы плантаций решили, что жёны помогут мужчинам остепениться и остаться. Кроме того, владельцы плантаций надеялись, что жёны ограничат количество азартных игр и курения опиума, которыми занимались рабочие, и будут способствовать укреплению морального духа мужчин.

## Мотивы невест
Было много факторов, которые влияли на то, что женщины становились невестами по фотографии. Некоторые были из бедных семей, поэтому они становились невестами по экономическим причинам. Они думали, что достигнут экономического процветания на Гавайях и в континентальной части США и смогут отправить деньги своим семьям в Японию и Корею. Есть свидетельства того, что фотоневесты нередко получали образование на уровне средней школы или колледжа и поэтому были более смелыми в поисках новых возможностей за границей. Другие делали это из чувства долга перед своими семьями. Поскольку браки часто заключались при содействии родителей, дочери считали, что не могут пойти против воли родителей. Одна бывшая «невеста по фотографии» рассказала о своём решении: «У меня были лишь отдалённые связи с ним, но из-за разговоров между нашими близкими родителями и одобрения и поддержки моих родителей я решилась на наш брак по фотографии». Однако практически нет никаких признаков того, что невесты были проданы своим мужьям их семьями.